# فابيان هينريكز
فابيان هينريكز (بالإسبانية: Fabián Henríquez) هو لاعب كرة قدم أرجنتيني، ولد في 8 يونيو 1995 في مندوزا في الأرجنتين. لعب مع غودوي كروز.

## وصلات خارجية
- فابيان هينريكز على موقع قاعدة بيانات كرة القدم.إي يو (الإنجليزية)
- فابيان هينريكز على موقع Soccerway.com (الإنجليزية)